# Józef Grudzień
Józef Grudzień (n. 1 aprilie 1939, Piasek Wielki⁠(d), Gmina Nowy Korczyn⁠(d), Voievodatul Sfintei Cruci, Polonia – d. 17 iunie 2017, Pułtusk, Mazovia, Polonia) a fost un boxer ce a reprezentat Polonia, medaliat olimpic. A participat la 2 ediții ale Jocurilor Olimpice (1964, 1968) în care a câștigat o medalie de aur și o medalie de argint.